# Superveniència
La superveniència implica l'ocurrència de quelcom nou, addicional o inesperat. En filosofia la superveniència és una relació de dependència entre propietats d'"alt nivell" i de "baix nivell". Un grup de propietats X supervé d'un grup de propietats Y quan les propietats del grup X estan determinades per les del grup Y. (En aquest sentit hi ha una certa relació amb el concepte d'emergentisme).
Formalment, un grup de propietats X supervé d'un grup de propietats Y si i solament si, per a tots els objectes a i b es compleix qualsevol de les següents condicions (lògicament equivalents):
1. a i b no poden diferir en les propietats del seu grup X sense diferir també de les propietats del grup Y.
2. Si a i b tenen propietats idèntiques a les del grup Y, llavors també tenen propietats idèntiques a les del grup X.
3. Si a i b no tenen propietats idèntiques al grup X, llavors tampoc no tenen propietats idèntiques a les del grup Y.

Si les propietats d'A supervenen les propietats de B, les propietats de B són les propietats base i les d'A són les anomenades propietats supervenients. Si dues coses difereixen en les seves propietats supervenients, això vol dir que han de diferir de les seves propietats de base.
La superveniència ha estat emprada tradicionalment per descriure relacions entre conjunts de propietats de manera que no impliqui una simple relació reduccionista.
Exemple 1: si les propietats psicològiques supervenen a allò físic, dues persones que siguin físicament indistingibles haurien de ser psicològicament iguals. Igualment, si són psicològicament diferents haurien de ser físicament diferents. El que és interessant és que allò supervenient no és simètric. Dues persones poden ser psicològicament iguals i no ser físicament iguals, ja que les propietats psicològiques tenen moltes maneres de ser possibles en el que és físic.
Exemple 2: si les propietats econòmiques supervenen a les propietats físiques, llavors, si dos mons fossin iguals físicament haurien de ser iguals econòmicament, no obstant això no significa que l'economia pugui ser simplement "reduïda" d'una manera directa i simple a allò físic. La superveniència permet assumir que els "nivells alts" (com l'economia o la psicologia) depenen finalment del que és físic, però no poden estudiar els fenòmens d'"alt nivell" emprant mitjans que, si bé són útils per estudiar el món físic, no ho són per estudiar els nivells alts. Per això el terme superveniència implica l'ocurrència de quelcom nou, addicional o inesperat.
El concepte de superveniència és generalment emprat en l'àmbit de la filosofia de la ment on la tesi segons la qual allò mental supervé allò físic ha estat especialment desenvolupada pel filòsof Donald Davidson que als anys 1970 va ser el primer a utilitzar aquest terme per estudiar de manera fisicalista, però no reduccionista, la relació entre ment i cos. Posteriorment, altres filòsofs com Terry Horgan, David Lewis i, especialment, Jaegwon Kim, han formalitzat aquest concepte.